# Fabre d’Églantine

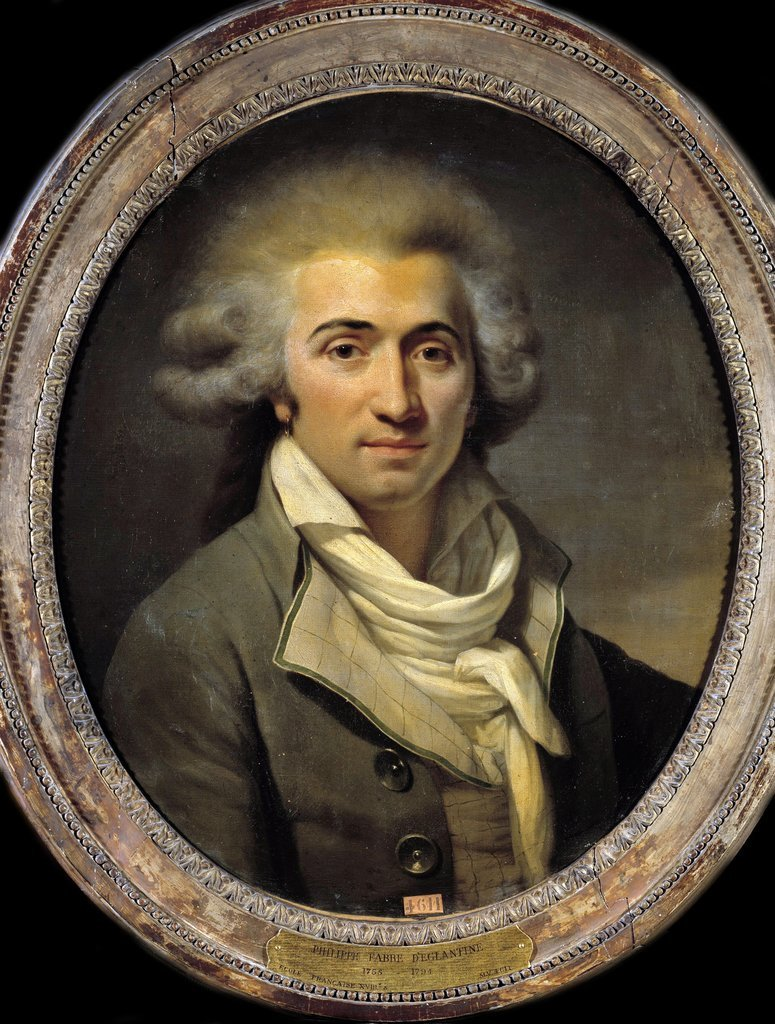
Fabre d’Églantine

Fabre d’Églantine, mit bürgerlichem Namen Philippe-François-Nazaire Fabre (* 29. Juli 1750 in Carcassonne; † 5. April 1794 in Paris), war ein französischer Dichter, Schauspieler, Dramaturg und Revolutionär.

## Leben
Sohn eines Rechtsanwalts in Toulouse, schloss er sich um 1770 einer wandernden Schauspielertruppe an.
Zu seinen Werken zählen Philinte, ou la suite du Misanthrope (1790, eine Fortsetzung von Molières Stück Der Menschenfeind) sowie das in Frankreich beliebte Kinderlied Il pleut, il pleut, bergère („Es regnet, es regnet, Schäferin“). Auch bearbeitete er Teile von Jean-Jacques Rousseau Roman Émile für das Theater.
In der Französischen Revolution gehörte er zu den Anhängern Georges Dantons und Jean-Paul Marats und war Mitglied im Club des Cordeliers. Er stimmte im Nationalkonvent für die Hinrichtung des Königs und verfasste im September 1792 einen Aufruf, der mit zu den Septembermorden in den Pariser Gefängnissen beitrug. Fabre war Mitglied des Komitees zur Schaffung des französischen Revolutionskalenders, dessen Idee von Charles-Gilbert Romme stammte, und erfand die meisten Tages- und Monatsnamen des Kalenders. Als Anhänger Dantons wurde er mit diesem am 5. April 1794 auf der Guillotine hingerichtet.

## Bibliographie
- Les Amants de Beauvais (1776)
- L'étude de la nature. Poème à M. le comte de Buffon (1783)
- Augusta, tragédie en cinq actes (1787)
- Le Présomptueux, ou l'Heureux imaginaire (1790)
- Le Philinte de Molière, ou la Suite du Misanthrope (1791)
- Le Collatéral, ou l'Amour et l'intérêt (1791)
- Le Convalescent de qualité, ou l'Aristocrate (1791)
- Isabelle de Salisbury. Comédie nouvelle, héroïque et lyrique, en trois actes en prose (1791)
- L'Intrigue épistolaire (1792)
- Opinion de Ph.-Fr.-Na. Fabre-Églantine, député du département de Paris, sur l'appel au peuple, relativement au jugement de Louis Imprimée par ordre de la Convention (1793)
- Portrait de Marat (1793)
- L'Évangile des Républicains, précédé du rapport fait par le citoyen Fabre d'Églantine sur le nouveau calendrier décrété par la Convention nationale (1793)
- Calendrier de la république française, une et indivisible, au nom de la commission chargée de sa confection (1794)
- Discours (1) prononcé dans la Société, etc. (1794)
- Fabre d'Églantine à ses concitoyens, à la Convention nationale et aux comités de salut public et de sûreté générale. Précis apologétique [1794]

Posthum veröffentlicht:
- Correspondance amoureuse de Fabre d'Églantine, précédée d'un précis historique de son existence et d'un fragment de sa vie écrit par lui-même, suivie de sa satyre sur les spectacles de Lyon et d'autres pièces fugitives. Tome II; Tome III (1796)
- Les Précepteurs (1799)
- Œuvres mêlées et posthumes, de Ph.-Fr.-Naz. Fabre d'Églantine. Tome premier; Tome second (1803)
- Mémoire d'une aventure en 1777 (2020)